# Masonic
Masonic (chiamata anche Lorena) è una città fantasma nella Contea di Mono in California. Si trova a 10 miglia (16 km) nord est di Bridgeport.
La città era divisa in tre parti chiamate Upper Town, Middle Town e Lower Town. La maggior parte delle poche rovine si trovano nella Middle Town.
L'oro fu scoperto negli anni 60 del 1800 ma la produzione terminò già all'avvento del nuovo secolo.
La popolazione raggiunse il picco di 1.000 abitanti.

## Storia
La città fu fondata dai Massoni da cui prende il nome. La Middle Town era la città più grande delle tre ed aveva sia un ufficio postale che un negozio di generi vari. A Middle Town erano ospitati anche gli uffici del giornale di paese il Masonic Pioneer.
L'ufficio postale di Lorena aprì nel 1905 e cambiò il suo nome in Masonic Post Office nel 1906. Chiude nel 1912 per poi riaprire nel 1913. Fu definitivamente chiuso nel 1927.
La popolazione di Masonic nel 1906 era di 500 abitanti. La principale miniera, chiamata Pittsburg-Liberty Mine produceva 700.000 Dollari in Oro prima di chiudere nel 1910. Già nel 1911 la città era in declino anche se alcune miniere rimasero in attività fino agli anni venti del 1900.